# Bobby Bryant
Bobby Bryant (19. května 1934 Hattiesburg – 10. června 1998 Los Angeles) byl americký jazzový trumpetista a hráč na křídlovku. V roce 1952 se z rodného Mississippi přestěhoval do Chicaga, kde zahájil vysokoškolské studium. Po ukončení studií zde zůstal a hrál například s Billy Williamsem nebo Red Saundersem. V roce 1960 se přestěhoval do New Yorku a o rok později do Los Angeles. zde si založil svou vlastní kapelu a hrál i s jinými hudebníky, jako byli například Vic Damone a Charles Mingus. Zemřel na infark ve věku čtyřiašedesáti let.